# Pterolophia grossepuncticollis
Pterolophia grossepuncticollis là một loài bọ cánh cứng trong họ Cerambycidae.